# 만세전
〈만세전〉(萬歲前)은 1922년 7월부터 1922년 9월까지 《신생활》에 연재한 염상섭의 중편 소설이다. 처음 발표할 당시의 제목은 〈묘지〉(墓地)였으며, 2회까지 연재되었으나 3회는 조선총독부의 검열에 의해 전문이 삭제되었다. 이후 신생활 필화 사건으로 인해 잡지가 폐간되어 연재가 중단되었고, 1924년 4월 6일 창간한 《시대일보》에 다시 개제하면서 제목이 지금의 〈만세전〉으로 바뀌어 1924년 6월 4일까지 연재하였다.
'나'라는 주인공의 여행 과정을 중심으로 사건이 전개되는 1인칭 시점의 여로형 소설로, 동경, 신호, 하관, 부산, 김천, 대전, 서울로 배경이 이동되는 과정 속에서 원점 회귀의 구조를 보인다. 3·1 운동이 발발하는 1919년 이전 일제강점기 식민지 하에 신음하는 암담한 시대 현실을 배경으로 몰락해 가는 중산 계급과 그 속에서 생활하고 있는 조선인의 모습을 비판, 폭로하고 있으며, 현실의 암흑면에 대해 극단적으로 강조하는 사실주의적 묘사가 특징이다. 완고한 아버지, 전형적으로 보수적인 형, 협잡꾼인 김의관, 자포자기한 '나'라는 주인공 등 절망적인 현실에서 생활하는 인간 군상들에 대한 비애와 환멸이 주를 이루며, 극단적인 개인주의 사상, 몰락해 가는 중산 계급, 추방되는 농민, 그리고 1920년대를 묘지와 같은 어두운 현실로 비유하였다. 주인공의 의식이 변화했음에도 현실에서 도피하는 주인공을 통해, 현실 문제를 인식하기만 하고 해결하고자 하는 의지가 결여되어 소극적이고 무책임한 모습을 보이는 당시 지식인의 한계를 제시한다.

## 줄거리
동경 유학생인 '나'(이인화)는 아내가 위독하다는 전보를 받고 오랜만에 귀국길에 오른다. '나'는 귀국 과정에서 일본인 형사의 감시를 받고, 조선인을 멸시하는 일본인들의 발언을 들으면서 조선인들이 처한 식민 현실에 분개한다. 한편 조선에 도착하여 정신이 마비된 듯 굴종적인 태도와 피폐하게 살아가고 있는 조선 민중들의 모습을 목격하고 조선이 무덤같고 조선 민중들이 구더기 같다고 생각하며 답답함을 느낀다. 집에 도착한 '나'는 죽음을 맞게 된 아내를 두고도 인습에서 벗어나지 못한 모습을 보이는 가족들에게서도 합리성을 중시하는 자신과의 차이를 인식하며 괴리감을 느낀다. 결국 아내의 장례를 치른 뒤 식민 현실의 문제들에서 도망치듯 무덤 속과도 같은 조선을 떠나 동경으로 향한다. 

## 등장 인물
- 나(이인화): 동경 유학생이며, 아내가 위독하자 하관에서 부산으로 가는 배를 타서 식민지인 조선으로 왔다가 일본으로 다시 간다.
- 아내: 위독한 상태이나, 병을 고칠 수 있는데도 불구하고 죽는다.
- 김천 형님: 공동묘지법에 흥분한다.
- 아버지: 출세에 열을 올린다.
- 어머니: 툭하면 눈물을 흘리신다.
- 큰집 형님: 백수
- 정자: 시즈코(靜子)라 불리는 일본인 술집 여급이며, '나'에게 구애하지만 거절당한다.